# Жуковская, Глафира Вячеславовна
Глафира Вячеславовна Жуковская (25 апреля (7 мая) 1898, Оренбург, Оренбургская губерния, Российская империя — 2 марта 1991, Москва, СССР) — советская оперная певица (лирическое сопрано), педагог. Заслуженная артистка РСФСР (1937).

## Биография
Родилась в семье железнодорожника. Детство провела в Самаре. По окончании гимназии занималась с А. Е. Егоровой-Огородниковой, одновременно посещала оперную студию, выступала в концертах в сопровождении симфонического оркестра.
В 1921 году поступила в оперную труппу антрепризы Д. Х. Южина. Дебютировала на сцене театра «Олимп» в партии Прилепы в «Пиковой даме» П. И. Чайковского.
В 1923 году, после смерти Южина и распада труппы, поехала в Москву с рекомендательным письмом М. М. Ипполитову-Иванову, главному дирижёру Оперы Зимина. После закрытого прослушивания, устроенного Ипполитовым-Ивановым, с Жуковской был заключён контракт. Получила заглавную роль в опере А. И. Юрасовского «Трильби», партию Свегали готовил её будущий муж Александр Пирогов. В 1924 году Жуковская и Пирогов повторили свои роли в «Трильби» на сцене Большого театра, а через год, после закрытия Оперы Зимина, получили приглашение в труппу ГАБТ. В 1948 году оставила сцену.
Муж — Александр Степанович Пирогов (1899—1964), выдающийся бас, солист Большого театра Союза ССР, народный артист СССР.
Похоронена в Москве на Новодевичьем кладбище.

## Театральные работы
В русском репертуаре:
- «Евгений Онегин» П. Чайковского — Татьяна
- «Иоланта» П. Чайковского — Иоланта
- «Пиковая дама» П. Чайковского — Прилепа
- «Иван Сусанин» М. Глинки — Антонида
- «Руслан и Людмила» М. Глинки — Людмила
- «Снегурочка» Н. А. Римского-Косакова — Снегурочка
- «Царская невеста» Н. Римского-Корсакова — Марфа
- «Садко» Н. Римского-Корсакова — Волхова
- «Псковитянка» Н. Римского-Корсакова — Ольга
- «Сказка о царе Салтане» Н. Римского-Корсакова — Царевна-Лебедь
- «Майская ночь» Н. Римского-Корсакова — Панночка
- «Сказание о невидимом граде Китеже» Н. Римского-Корсакова — Сирин
- «Сорочинская ярмарка» М. Мусоргского — Парася
- «Борис Годунов» М. Мусоргского — Ксения
- «Нерон» А. Рубинштейна — Криза
- «Оле из Нордланда» М. Ипполитова-Иванова — Герда

В зарубежном репертуаре:
- «Богема» Дж. Пуччини — Мими
- «Мадам Баттерфляй» Дж. Пуччини — Чио-Чио-сан
- «Турандот» Дж. Пуччини — Лю
- «Травиата» Дж. Верди — Виолетта
- «Отелло» Дж. Верди — Дездемона
- «Фауст» Ш. Гуно — Маргарита
- «Кармен» Ж. Бизе — Микаэла
- «Свадьба Фигаро» В. А. Моцарта — Сюзанна
- «Паяцы» Р. Леонкавалло — Недда
- «Гугеноты» Дж. Мейербера — Паж
- «Четыре деспота» Э. Вольф-Феррари — Марина

В советском репертуаре:
- «Любовь к трем апельсинам» С. Прокофьева — Нинетта
- «Трильби» А. Юрасовского — Трильби
- «Сын солнца» С. Василенко — Аврора
- «Декабристы» В. Золотарева — Наташа
- «Загмук» А. Крейна — Ильтани
- «Степан Разин» А. Касьянова — Наталья Тургенева

## Награды и премии
- заслуженная артистка РСФСР (1937)
- два ордена «Знак Почёта» (04.06.1937 — за выдающиеся заслуги в деле развития оперного и балетного искусства, 25.05.1976[2])